# Sergej Karaganov

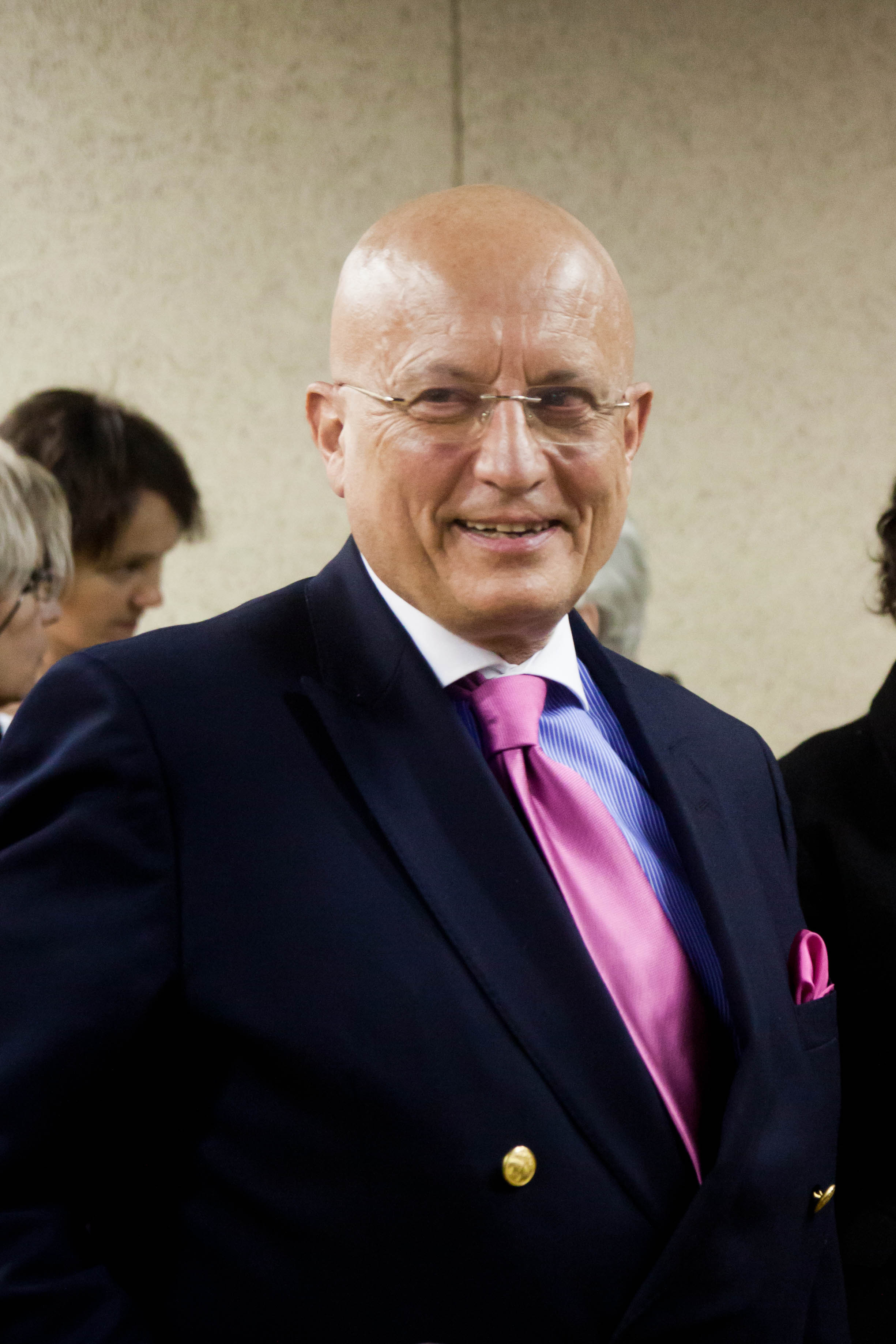
Sergej Karaganov

Sergej Aleksandrovitsj Karaganov (Russisch: Серге́й Алекса́ндрович Карага́нов) (Moskou, 12 september 1952) is een Russisch politicoloog. Hij was de bedenker van de Karaganovdoctrine.

## Biografie
Sergej Karaganov studeerde tussen 1970 en 1974 economie aan de Staatsuniversiteit van Moskou. In 1979 behaalde hij zijn doctoraat in de politieke wetenschappen. 
Hij was adjunct-directeur van het Europa-instituut aan de Russische Academie van Wetenschappen tussen 1989 en 2010. Tussen 1993 en 1999 was hij lid van de Presidentiële Raad van de Russische Federatie. Van 2001 tot 2013 was hij adviseur buitenlandsbeleid van de Russische president. 
Sinds 1992 is hij voorzitter van de Raad voor Buitenlands en Defensiebeleid.
Sinds 2006 is hij decaan van de Faculteit voor Internationale Economie en Politiek van de Moscouwse Hoge School voor Economie.
In 1992 schreef hij een artikel over zijn visie met betrekking tot de discriminatie van Russische minderheden in de buurlanden van Rusland.
Hij was in 2005 de enige Rus in de lijst van "100 Leading Global Thinkers" van het blad Foreign Policy.
In mei 2025 zette hij zijn visie uiteen over de “huidige multipolaire geopolitieke veranderingen”, tegen de achtergrond van het Eurazianisme.